# Mambaí
Mambaí é um município brasileiro no nordeste do estado de Goiás.
O município possui um território de 858,270km² e uma população de 8 124 pessoas (2022).
O PIB per capita do município dobrou entre 2010 e 2021, alcançando R$ 11.591,02. Seu IDHM era de 0,626 em 2010.
Em 7 de janeiro de 2024, o prefeito Eder Ornelas Lacerda decretou calamidade pública em Mambaí, em virtude da precária situação financeira do município, com validade inicial de 90 dias e possibilidade de prorrogação.